# Łowczyki
Łowczyki [wɔfˈt͡ʂɨki] est un village polonais de la gmina de Kuźnica dans le powiat de Sokółka et dans la voïvodie de Podlachie.